# نخل‌های پاروتیس
نخل‌های پاروتیس (نام علمی: Acoelorraphe wrightii) نام یک گونه از تیره نخل است.

## نگارخانه

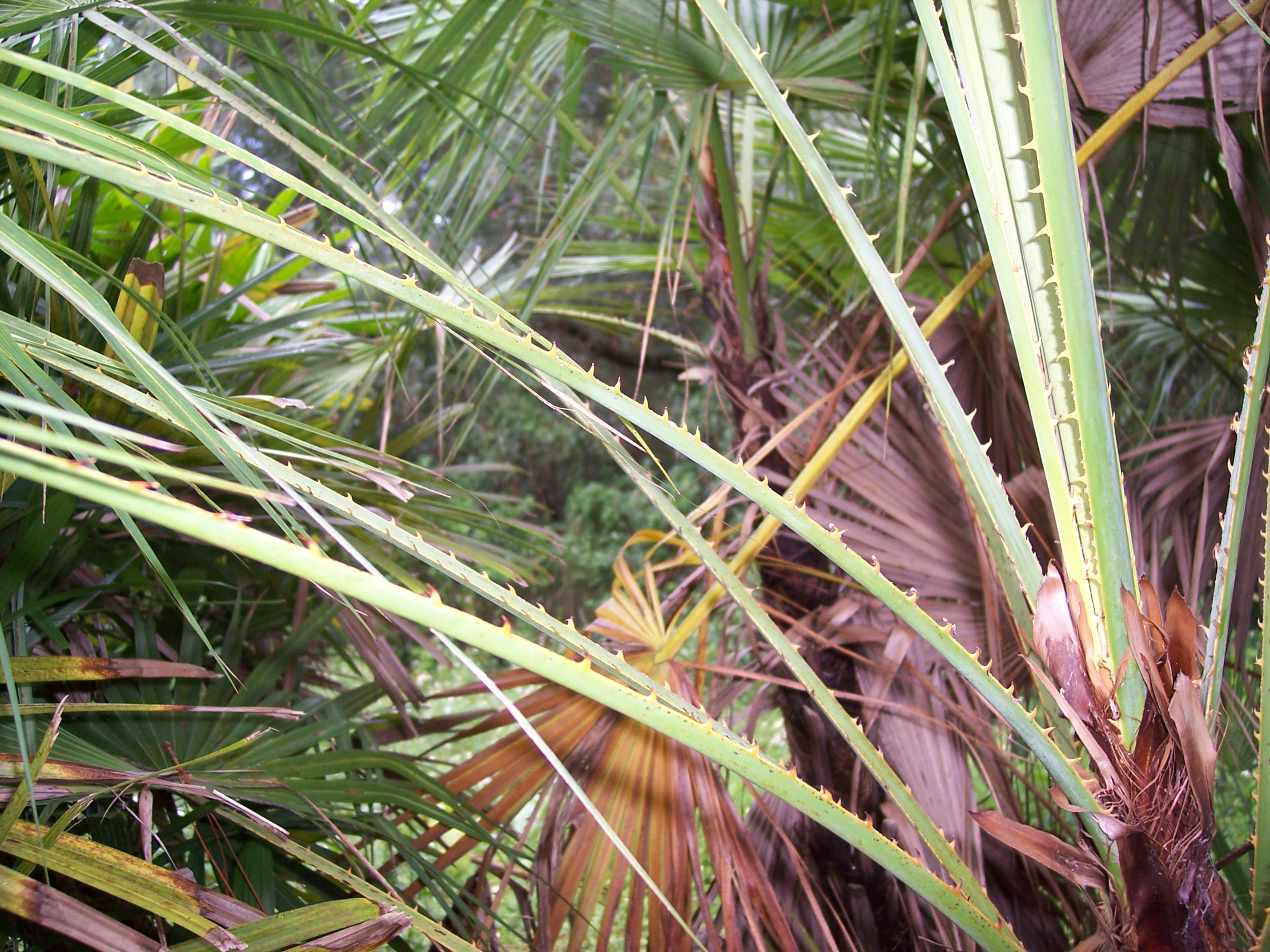
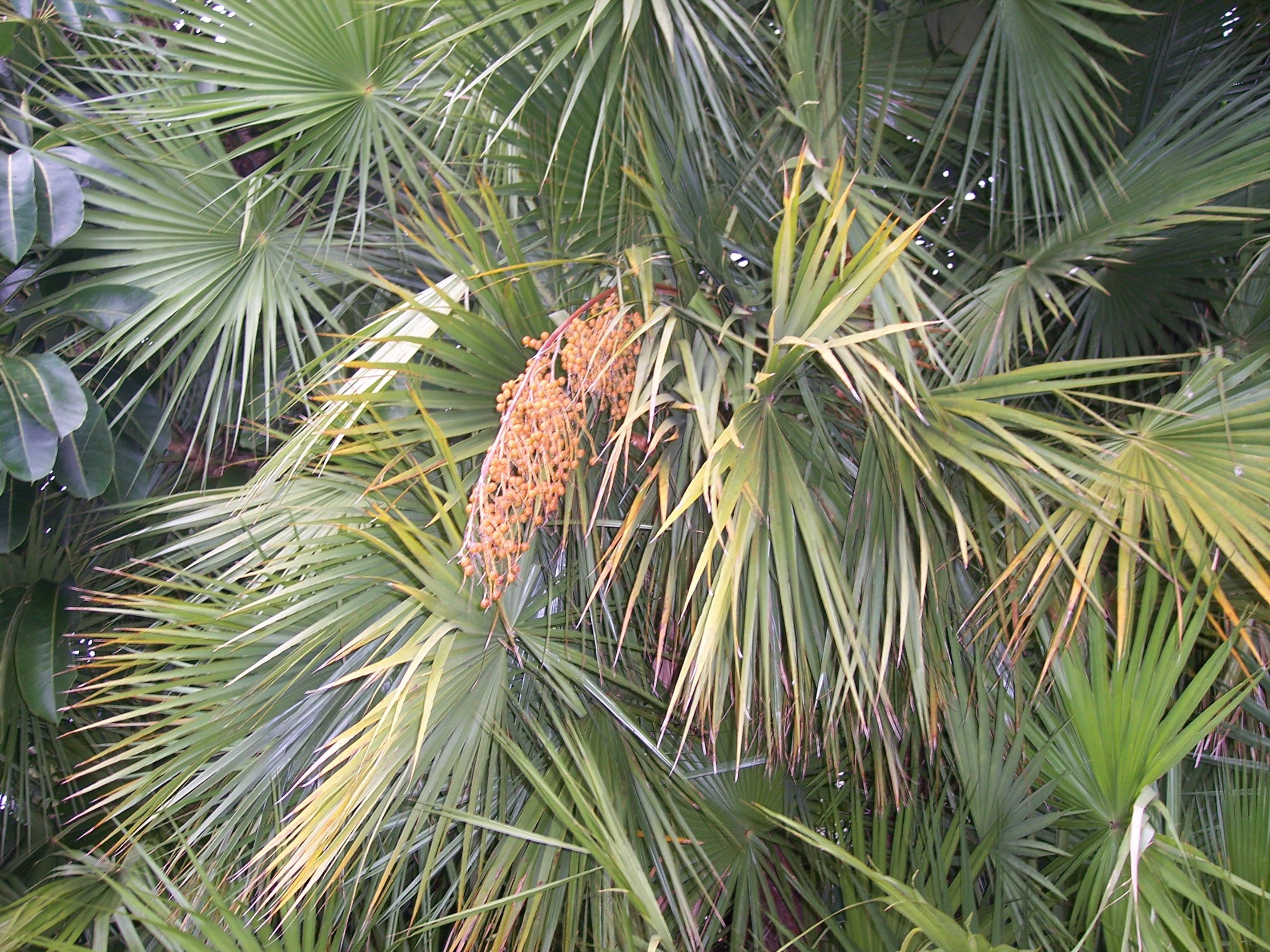